# Robopop
Ne doit pas être confondu avec RoboCop.
Daniel Omelio, mieux connu sous le nom de scène Robopop (ou RoboPop), est un producteur et compositeur américain.
Il est connu pour son travail avec Maroon 5, Gym Class Heroes, Owl City ou encore Lana Del Rey.